# اکسید ایتربیم (III)
اکسید ایتربیم (III) (به انگلیسی: Ytterbium(III) oxide) با فرمول شیمیایی Yb۲O۳ یک ترکیب شیمیایی است. که جرم مولی آن ۳۹۴٫۰۸ g/mol می‌باشد. شکل ظاهری این ترکیب، دستگاه بلوری مکعبی است.